# Onyctenus
Onyctenus là một chi bọ cánh cứng trong họ Meloidae.
Chi này được miêu tả khoa học năm 1828 bởi Le Peletier & Audinet de Serville.

## Các loài
Chi này gồm các loài:
- Onyctenus sonnerati LePeletier & Audinet-Serville, 1828